# Electroblemma bifida
Genre
Espèce
Electroblemma bifida, unique représentant du genre Electroblemma, est une espèce éteinte d'araignées aranéomorphes de la famille des Tetrablemmidae.

## Distribution
Cette espèce a été découverte dans de l'ambre de Birmanie. Elle date du Crétacé.

## Description
Le mâle holotype mesure 1,58 mm.

## Publication originale
- Selden, Zhang & Ren, 2016 : A bizarre armoured spider (Araneae: Tetrablemmidae) from Upper Cretaceous Myanmar amber. Cretaceous Research vol. 66, p. 129-135.